# شمارش معکوس (ترانه)
«شمارش معکوس» تک‌آهنگی از هنرمند اهل ایالات متحده آمریکا بیانسه از آلبوم ۴ (آلبوم بیانسه)است.